# Pisione koepkei
Pisione koepkei är en ringmaskart som beskrevs av Siewing 1955. Pisione koepkei ingår i släktet Pisione och familjen Pisionidae. Inga underarter finns listade i Catalogue of Life.